# Madame Renahy
Pour les articles homonymes, voir Renahy.
Madame Renahy est un cultivar de rosier  obtenu en 1889 par le rosiériste français Pierre Guillot. Il doit son nom à une amatrice de rose de l'époque.

## Description
Cet hybride remontant  présente des roses d'une couleur rose profond avec un cœur plus vif et dont le revers des pétales est plus pâle. Elles sont grosses et doubles (17-25 pétales) en forme de coupe et parfumées. La floraison est remontante. Son buisson peut atteindre 110 cm de hauteur.
Ce rosier au coloris éclatant est peu commercialisé, mais fort apprécié des amateurs car il éclaire les plates bandes. Sa zone de rusticité est de 6b à 9b.